# Danny Costello
Danny Costello (ur. 21 sierpnia 1975 w Londynie) − angielski bokser.

## Kariera amatorska
W 1994 reprezentował Anglię na igrzyskach Wspólnoty Narodów w Victorii. W 1/8 finału rywalem Costello był Howard Gereo. Anglik zwyciężył na punkty (13:4), awansując do ćwierćfinału. W ćwierćfinale pokonał minimalnie, jednym punktem Irlandczyka Damaena Kelly'ego. W półfinale przegrał ze Szkotem Paulem Shepherdem, zdobywając srebrny medal w kategorii do 51 kg.
W 1995 był uczestnikiem mistrzostw świata w Berlinie, rywalizował w kategorii do 51 kg. W swojej pierwszej walce pokonał na punkty mistrza USA Arnulfo Bravo, a w 1/8 finału przegrał z Finem Jonim Turunenem, odpadając przed ćwierćfinałem. Rok później na mistrzostwach Europy w Vejle został wyeliminowany w pierwszej walce przez Turunena.
Costello zostawał dwukrotnie mistrzem Wielkiej Brytanii w kategorii muszej, wygrywając w 1994 i 1995 r.